# Nécropole de Vollein
La nécropole de Vollein est un site préhistorique daté du Néolithique, situé près du village de Vollein, dans la commune de Quart, dans la vallée d'Aoste, en Italie. On trouve également aux alentours de la nécropole de nombreuses gravures ou sculptures rupestres d'une datation plus incertaine. La région est parsemée de rochers erratiques et de roches fracturées, témoignages de la dernière période glaciaire.

## Historique
La découverte du site remonte à 1968, lorsque les restes de la nécropole néolithique ont été trouvés. Celle-ci est l'un des plus anciens témoignages connus de peuplement humain dans la vallée d'Aoste.

## Description
Le site occupe une zone plus ou moins rectangulaire d’environ 20 × 30 m, soit 600 m2, dans laquelle on trouve plus de 60 tombes. Celles-ci sont des cistes, à l’origine formées par quatre dalles verticales couvertes par une plus grande dalle horizontale qui déborde sur les côtés. Les tombes n’ont pas de plancher : les corps étaient posés directement sur le sol.
Selon le chercheur italien Francesco Prinetti, un tel site devait être facile à défendre. Il y avait peut-être à proximité un village néolithique, dont aucune trace n'a toutefois été trouvée.
Les nombreuses gravures ou sculptures rupestres environnantes, probablement d'une même époque, sont estimées remonter au IIe millénaire av. J.-C., quoique cela reste débattu.

## Autres sites de la Vallée d'Aoste
La nécropole de Vollein présente plusieurs similitudes avec celle de Champrotard, à Arvier, un peu plus haut dans la Vallée d'Aoste.

## Galerie

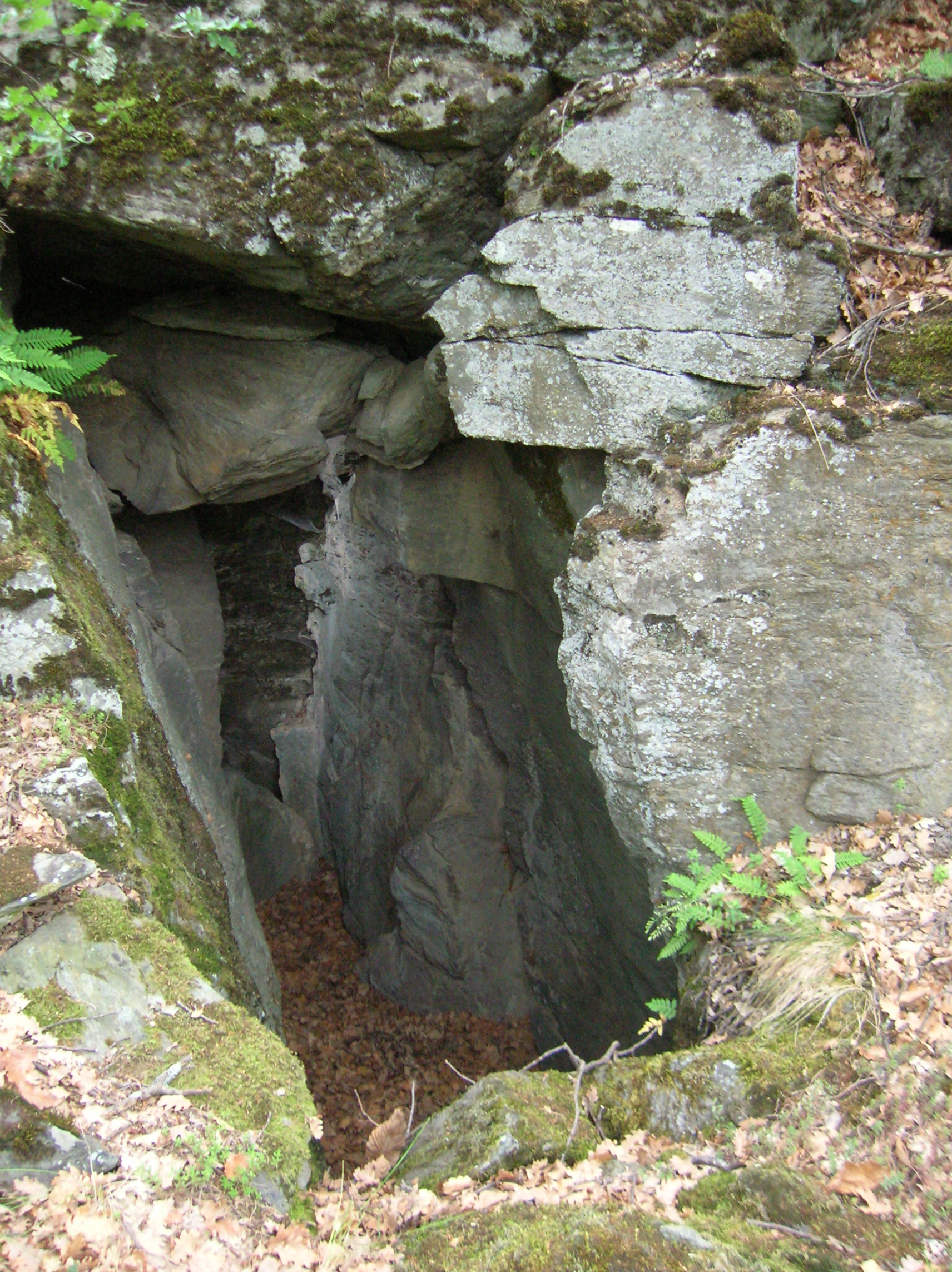
Un couloir couvert entre des blocs fracturés
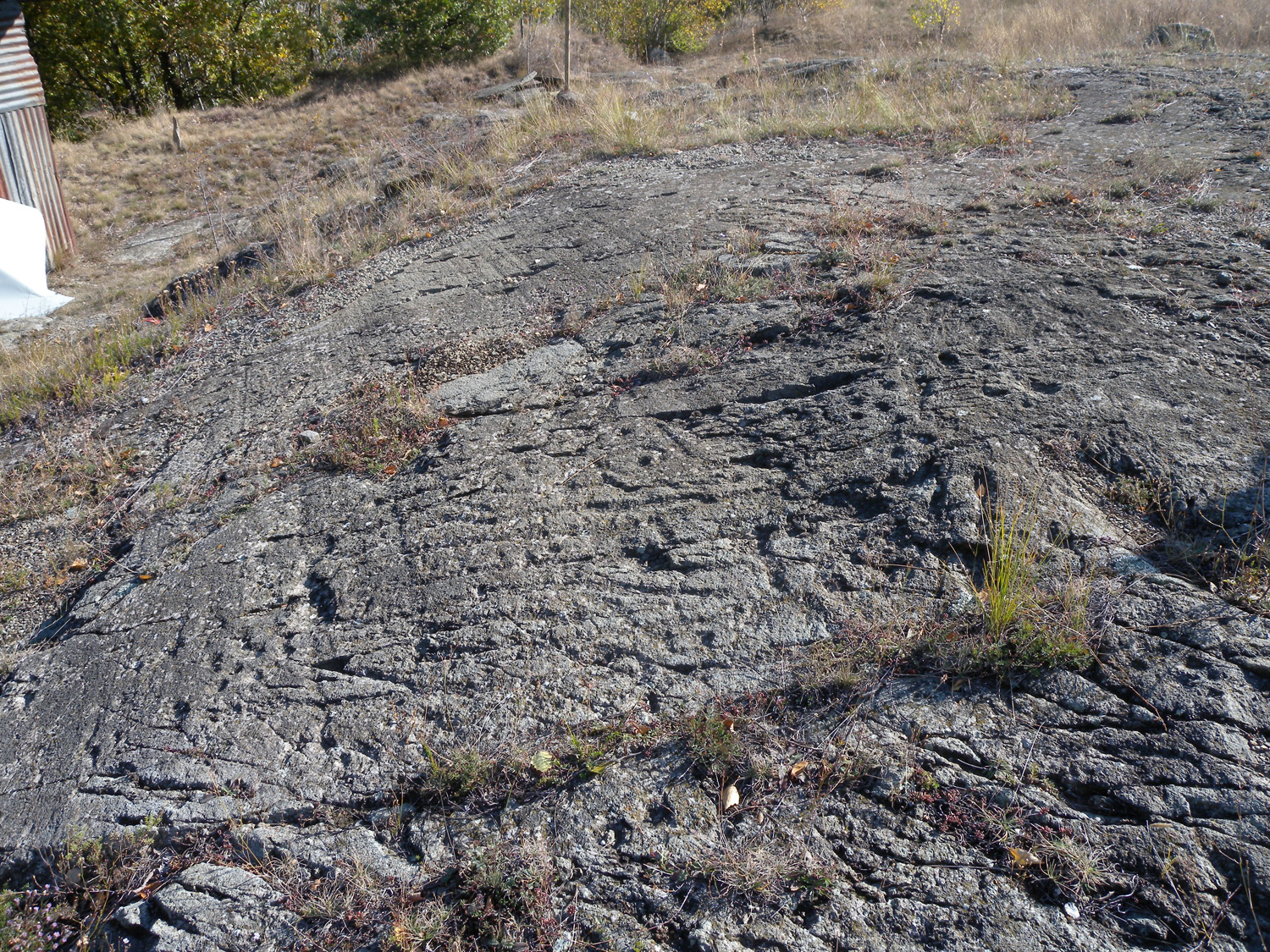
Sur le bloc principal, lissé par l’ancien glacier, des gravures rupestres
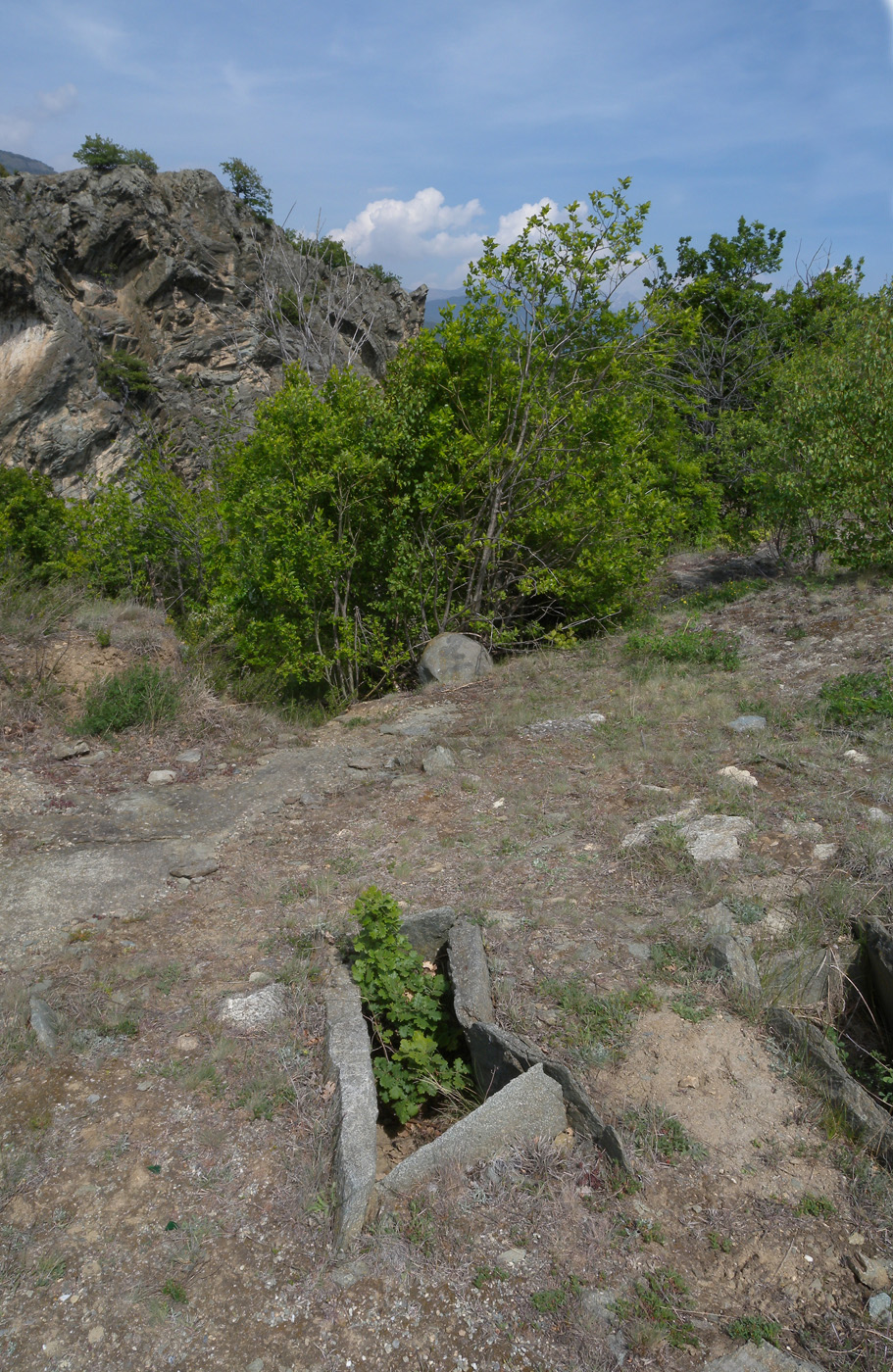
Une ciste de la nécropole